# Passage (Roosendaal)
De Passage is een overdekt winkelcentrum in het centrum van Roosendaal. Het winkelcentrum ligt tussen de Raadhuisstraat (noord) en de Nieuwe Markt (zuid). Vanuit de Raadhuisstraat zijn er twee ingangen met winkelstraten die uitkomen op een binnenplein. Vandaaruit is er een winkelstraat naar de Nieuwe Markt. Het winkelcentrum dateert uit de jaren 80 en biedt onderdak aan meer dan 20 winkels en restaurants.
In 2005 werd de Passage grondig gerenoveerd in een Venetiaanse stijl met elementen uit de Jugendstil en Art Deco. Het centrum is bij de renovatie voorzien van natuurstenen vloeren met mozaïeken, hardhouten puien, smeedijzeren hekwerken en een grote lichtkoepel met glas in lood. De plafonds zijn voorzien van uitbundige schilderingen. Op het binnenplein heeft men een orkest met bewegende wassen beelden geïnstalleerd, dat elk kwartier speelt. De eigenaar en zijn vrouw, Chris en Tonney Thünnessen, hebben model gestaan voor enkele van de poppen.
Het winkelcentrum is eigendom van vastgoedbelegger Metterwoon Vastgoed.